# مهر کاراپتیان
مهر استپانی کاراپتیان (ارمنی: Մհեր Ստեփանի Կարապետյան؛ زادهٔ ۱۱ دسامبر ۱۹۳۹ - درگذشته ۲۲ اکتبر ۲۰۱۳) تاریخ‌نگار اهل ارمنستان بود.

## زندگی‌نامه
وی در ۱۱ دسامبر ۱۹۳۹ در ایروان به دنیا آمد و از دانشگاه دولتی علوم پرورشی خاچاطور آبوویان ارمنستان فارغ‌التحصیل شد. وی برنده جوایزی همچون مدال موسس خورناتسی ()، مدال طلای یادبود فریتیوف نانسن (۲۰۰۳) است. وی در ۲۲ اکتبر ۲۰۱۳ در سن ۷۳ سالگی در ایروان درگذشت.